# Abraham Foxman

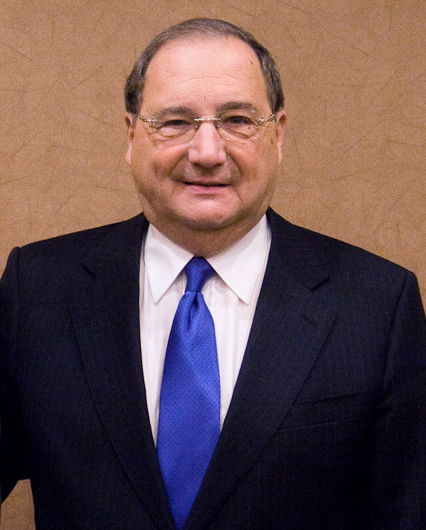
Abraham Foxman (2011)

Abraham Henry Foxman (* 1. Mai 1940 in Baranawitschy) ist ein US-amerikanischer Jurist und Verbandsfunktionär polnischer Herkunft. Er war u. a. von 1987 bis 2015 Vorsitzender der Anti-Defamation League.

## Leben
Foxman wurde 1940, nach der sowjetischen Besetzung Ostpolens, in einer jüdisch-polnischen Familie geboren. Während der Zeit des Nationalsozialismus wuchs er bei einem polnischen Kindermädchen in Vilnius auf, die ihn katholisch taufen ließ. Ein großer Teil seiner Familie fiel der Shoa zum Opfer; seine Eltern überlebten das Ghetto Vilnius.
Nach dem Zweiten Weltkrieg emigrierte er 1950 mit seinen Eltern aus dem amerikanisch besetzten Nachkriegsösterreich in die USA. Er besuchte die moderne jüdisch-orthodoxe Privatschule Yeshivah of Flatbush in Brooklyn und studierte im Anschluss Politikwissenschaft (Bachelor) am City College of New York und Rechtswissenschaften (Master, J.D.) an der Law School der New York University sowie Wirtschaftswissenschaften an der The New School und Judaistik am Jewish Theological Seminary.
1965 wurde er Mitglied der Anti-Defamation League (ADL), einer jüdischen Organisation, die sich dem Kampf gegen den Antisemitismus verschrieben hat. 1987 wurde er zu deren Vorsitzenden gewählt. Im Auftrag der ADL war er international aktiv, unter anderem im Nahen Osten. Der Papst gewährte ihm insgesamt sechs Audienzen.

## Auszeichnungen
Für sein gesellschaftliches Engagement wurde er mehrfach ausgezeichnet, unter anderem 2002 mit dem Raoul Wallenberg Humanitarian Leadership Award, 2008 mit dem Jan Karski Eagle Award und 2013 mit dem Begin Prize. Der französische Staat ehrte ihn als Ritter der Ehrenlegion, Österreich überreichte ihm das Große Goldene Ehrenzeichen für Verdienste um die Republik Österreich und Italien ernannte ihn zum Komtur und später Großkreuz des Verdienstordens der Italienischen Republik. Er ist Ehrendoktor der Florida International University, der Universität Sofia, der Bar-Ilan-Universität und der Yeshiva University. Außerdem war er Mitglied des United States Holocaust Memorial Council unter Reagan, Bush und Clinton.

## Kontroversen
- Foxmans öffentliches Eintreten gegen die Diskriminierung Homosexueller trug ihm die Kritik orthodoxer Juden ein.
- Foxman schrieb Mel Gibson wegen seines Films Die Passion Christi antisemitische Ansichten zu.
- Foxman sprach sich öffentlich gegen eine Kongressresolution zum Völkermord an den Armeniern aus und wurde dafür von Exilarmeniern kritisiert.
- Foxman äußerte sich öffentlich gegen einen Moscheeneubau in 49–51 Park Place in unmittelbarer Nähe des ehemaligen World Trade Centers, was ihm die Kritik von Moslems eintrug.

## Dokumentation
Der israelische Regisseur Yoav Shamir porträtierte 2009 in dem Dokumentarfilm Spurensuche einer Verleumdung die ADL unter Foxman.

## Schriften (Auswahl)
- Never Again? The Threat of the New Anti-Semitism. Harper Collins, San Francisco 2003, ISBN 0-06-073069-2.
- The Deadliest Lies. The Israel Lobby and the Myth of Jewish Control. Palgrave Macmillan, New York 2009, ISBN 978-0-230-60404-9.
- Jews and Money. The Story of a Stereotype. Palgrave Macmillan, New York 2012, ISBN 978-0-230-12064-8.
- Viral Hate. Containing Its Spread on the Internet. Palgrave Macmillan, New York 2013, ISBN 978-0-230-34217-0.